# Arrèfores
Les arrèfores (grec antic: ἀρρηφόροι, ἐρσηφόροι, ἐρρηφόροι) eren quatre noies verges d'entre set i onze anys que vivien a la Casa de les Arrèfores (Acròpoli d'Atenes). Eren triades cada any per l'arcont basileu entre les famílies més il·lustres d'Atenes. Dues d'elles teixien i supervisaven la confecció dels peples sagrats d'Atena que se li donaven a la festa de les Panatenees, i les altres dues, el dia de la festa, portaven al cap les cistelles sagrades destinades a la deessa a l'Acròpoli, i ni elles mateixes en sabien el contingut, segons diu Valeri Harpocració. El seu nom derivava de la paraula grega ἂρρητος ('árrētos') 'aquelles coses de les que no es pot parlar'.
Durant la festivitat de les Arrefòria, consagrada a la deessa Atena Polias, portaven sobre els seus caps, en unes cistelles, el que els havia donat la sacerdotessa d'aquesta deessa. Segons Pausànies ningú no sabia quin era el contingut, ni tan sols elles mateixes. Al jardí d'Afrodita, les noies baixaven fins a una gruta natural, on deixaven les ofrenes i agafaven unes altres cistelles, també tapades i de les que tampoc en sabien el contingut, que portaven a l'Acròpoli. Allà eren substituïdes per unes altres.
Les noies portaven túniques de color blanc adornades amb or, que les oferien a la deessa. Menjaven una classe especial de pastissos cuinats especialment.